# 2013 UK17
2013 UK17 est un objet transneptunien de magnitude absolue 6,8 en résonance 4:7 avec Neptune.

## Caractéristiques
2013 UK17 mesure environ 163 km de diamètre.